# Aeroporto de Puerto Barrios
O Aeroporto de Puerto Barrios, é o terceiro maior aeroporto da Guatemala, depois do Aeroporto Internacional La Aurora e do Aeroporto Internacional Mundo Maya. Se encontra na cidade de Puerto Barrios, no departamento de Izabal. Recebe voos da Guatemala e Honduras. É administrado pela Direção Geral da Aeronáutica Civil Guatemalteca.
O aeroporto está localizado na parte norte da cidade, na orla da Baía de Amatique. Atualmente, está em reformas para abrigar mais voos e aumentar o turismo na região. 
Foi construído na década de 20, porém a primeira pista asfaltada foi construída pelos estadunidenses na Segunda Guerra Mundial por questões estratégicas. Depois da guerra, a Força Aérea Guatemalteca renomeou-o como Base Aérea de Izábal. A partir de 2002, o aeroporto foi renomeado e passou a receber voos não-civis.
Em 21 de junho de 2010, uma aeronave se chocou no aeroporto deixando duas pessoas mortas.

## Linhas Aéreas
- Transportes Aéreos Guatemaltecos
- Isleña Airlines